# Dicyrtoma dubia
Dicyrtoma dubia är en urinsektsart som först beskrevs av James P. Folsom 1932.  Dicyrtoma dubia ingår i släktet Dicyrtoma och familjen Dicyrtomidae. Inga underarter finns listade i Catalogue of Life.